# Метрополітен Лос-Анджелеса
Метрополітен Лос-Анджелеса (англ. Los Angeles Metro Rail) — система ліній метро та ЛРТ в місті Лос-Анджелес, Каліфорнія, США.

## Історія
Маловідомий факт, що у Лос-Анджелесі на початок XX століття була дуже розвинута трамвайна мережа, але з 30-х років основним транспортом в місті став автомобільний. Останній трамвайний маршрут був закритий у 1963 році. До 1970-х років у зв'язку з низькими цінами на пальне ніяких проектів будівництва метро місцева влада не розробляла. Тільки завдяки здорожченню пального почали розробляти проекти будівництва позавуличного електричного транспорту. Будівництво почалося у 1985 році. Початкова ділянка ЛРТ з 17 станцій відкрилася 14 липня 1990 року. Початкова ділянка метрополітену з 5 станцій відкрилася 30 січня 1993 року. Система складається з двох ліній метро та чотирьох ЛРТ.

## Лінії метрополітену
Обидві лінії мають спільну ділянку з шести станцій від «Union Station» до «Wilshire/Vermont». Раніше лінії працювали як єдина роздвоєна лінія, у 2006 року Фіолетову виділили в окрему лінію. Потяги метро живляться від третьої рейки. Всі 16 станцій метро в місті підземні. Інтервал руху 10-12 хвилин в день та 20 хвилин пізно вночі, на спільній ділянці інтервал руху в двічі менший.
- Червона лінія — 14 станцій та 26,4 км. Вдень на лінії використовуються шестивагонні потяги, вночі — чотиривагонні, лінія працює з 04:30 до 01:00 по буднях, у вихідні дні — до 02:00.
- Фіолетова лінія — 8 станцій та 10,3 км. Вдень використовуються чотиривагонні потяги, вночі — двохвагонні, лінія працює з 04:45 до 23:30 по буднях, у вихідні дні — до 02:00. Будується розширення лінії на три станції, відкрити які планують у 2023 році.

## Лінії ЛРТ
На всіх лініях ЛРТ використовується повітряна контактна мережа, всі станції естакадні або наземні, єдина підземна станція «7th Street». Блакитна лінія та Експо мають спільну ділянку з двох станцій від «7th Street» до «Pico». Інтервал руху — від 6 хвилин в годину пік до 20 після півночі.
- Блакитна лінія — 22 станції (1 підземна) та 35,4 км. На лінії використовуються дво-тривагонні потяги вдень, та одновагонні вночі, працює з 04:30 до 01:00 по буднях, у вихідні дні до 02:00.
- Зелена лінія — 14 станцій та 32,2 км. На лінії використовуються двохвагонні потяги вдень, та одновагонні вночі, працює з 03:35 до 23:55 по буднях, у п'ятницю та суботу до 02:15.
- Золота лінія — 27 станцій та 50 км. На лінії використовуються дво-тривагонні потяги вдень, та одновагонні вночі, працює з 03:45 до 00:45 по буднях, у п'ятницю та суботу до 02:00.
- Лінія Експо — 19 станцій та 24,5 км. На лінії використовуються дво-тривагонні потяги вдень, та двовагонні вночі, працює з 04:30 до 02:00 по буднях, у п'ятницю та суботу до 02:30.

## Галерея

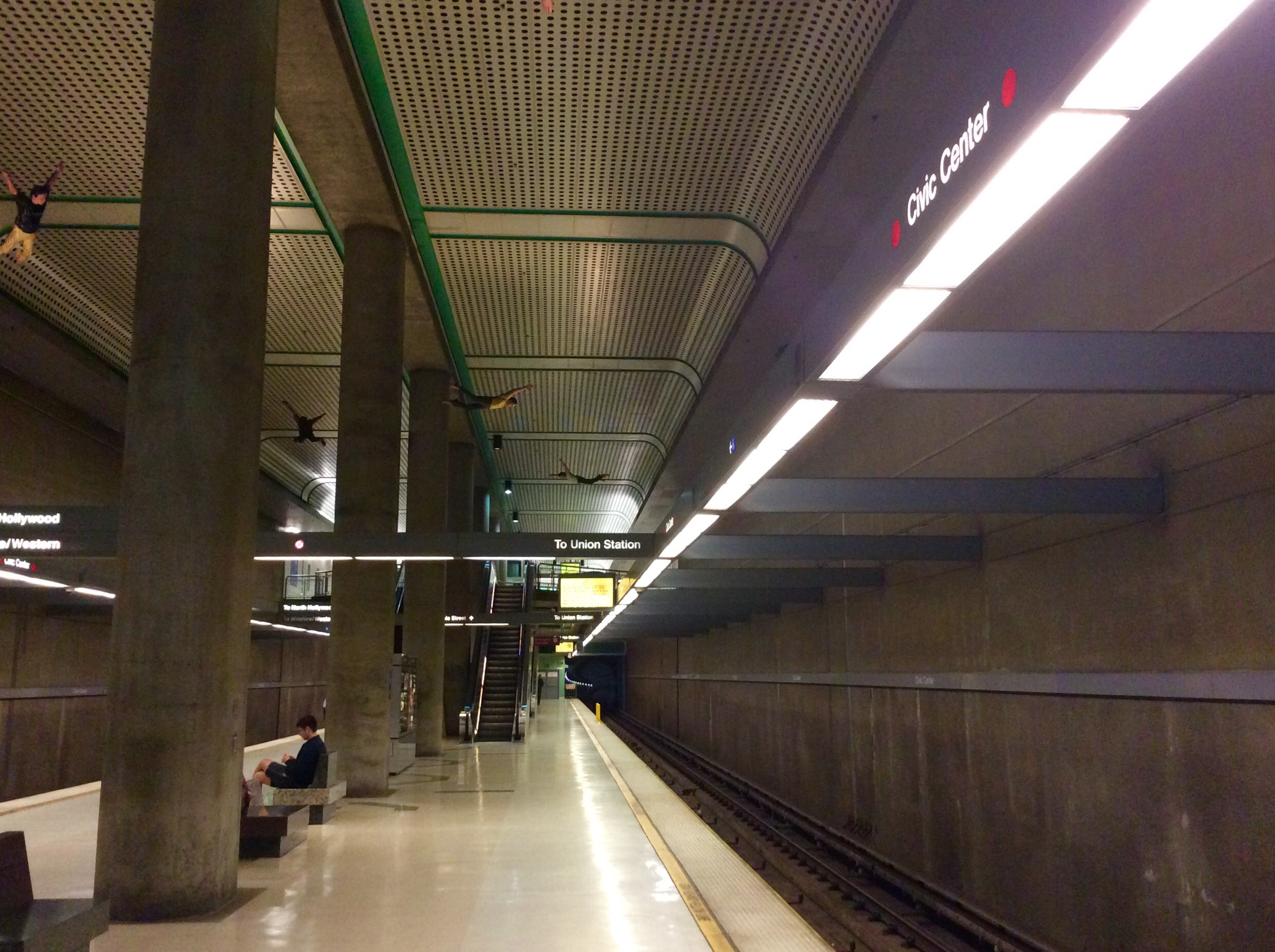
Платформа станції метро «Civic Center»
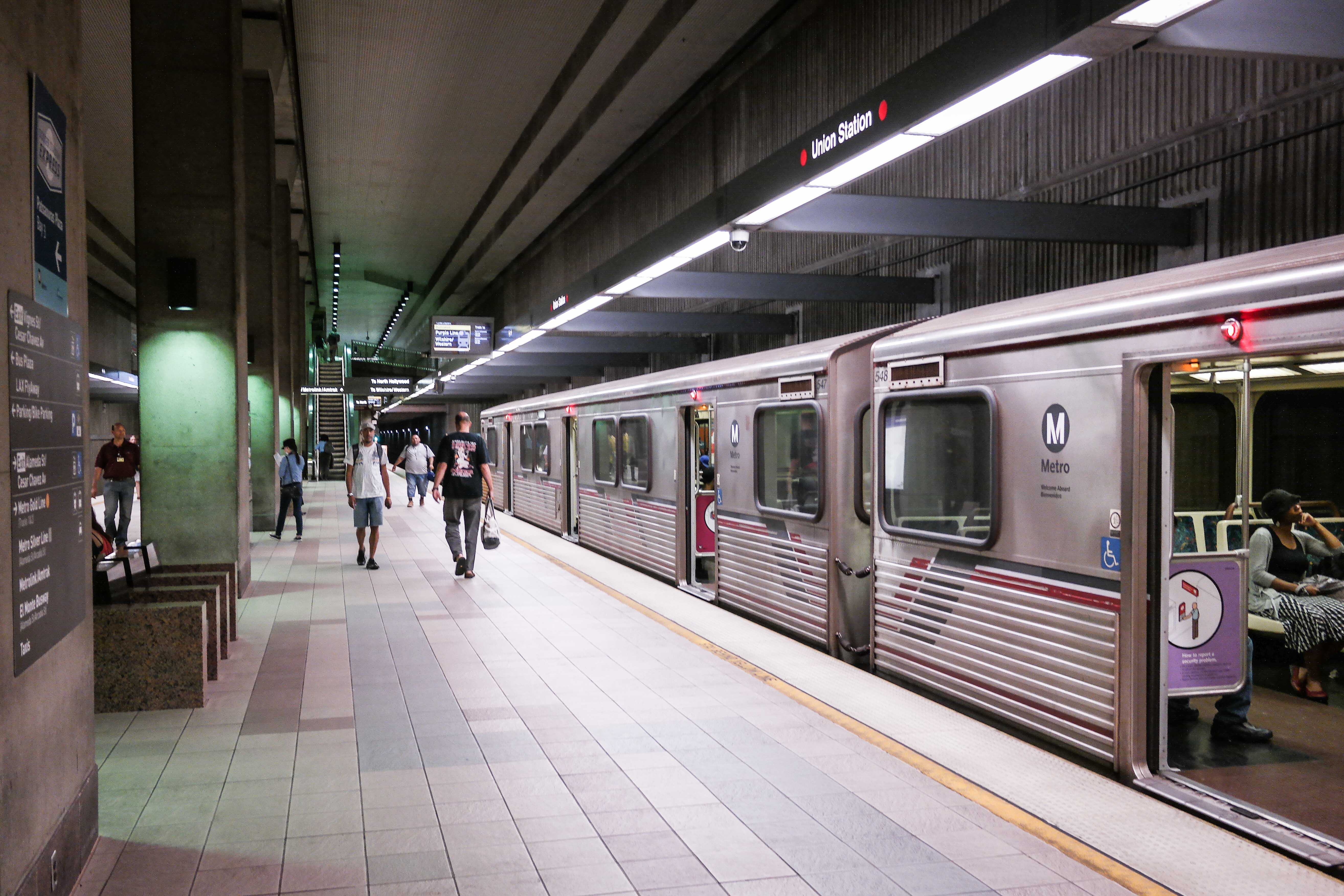
Потяг на станції метро
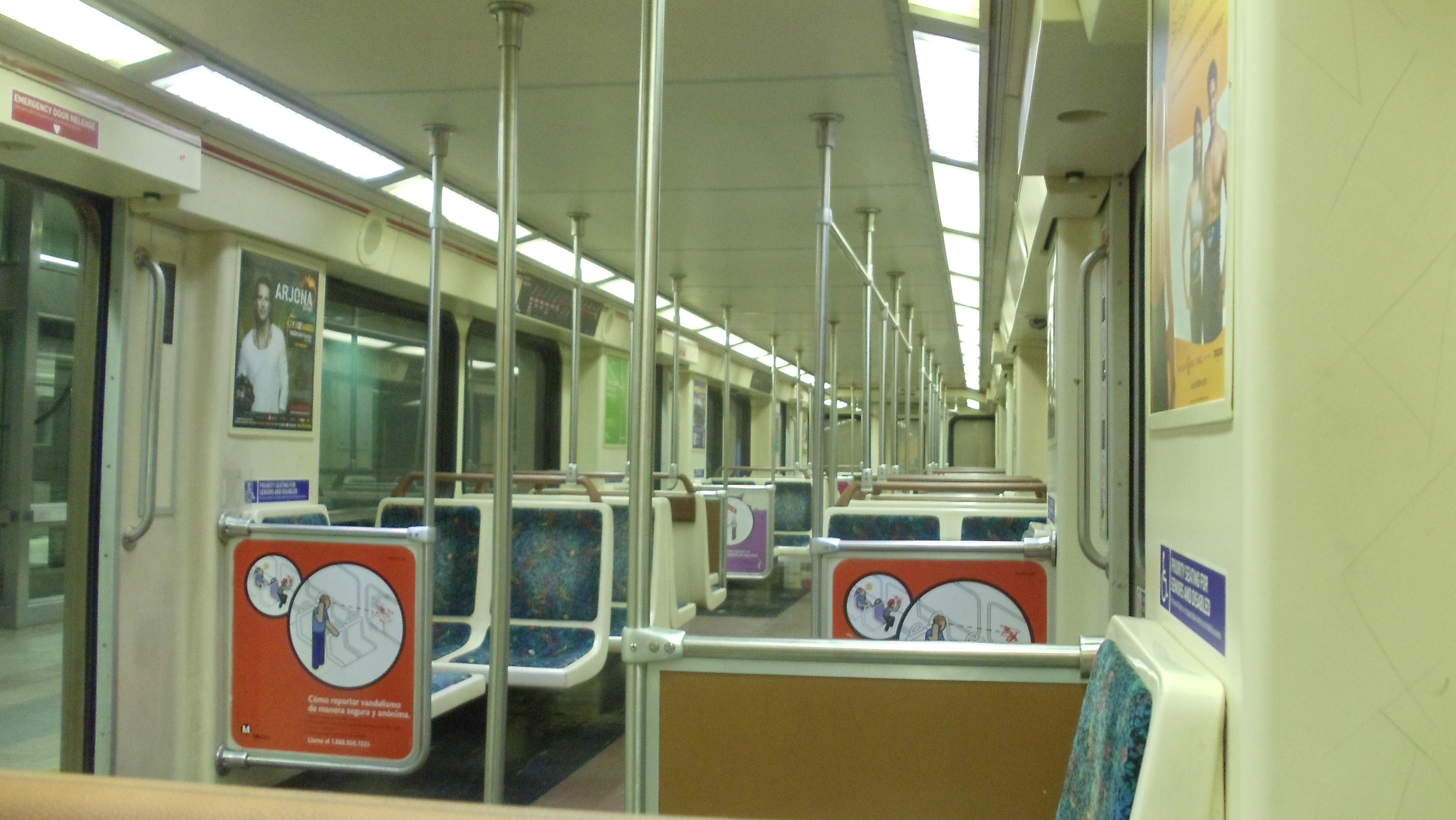
Всередині вагона метро
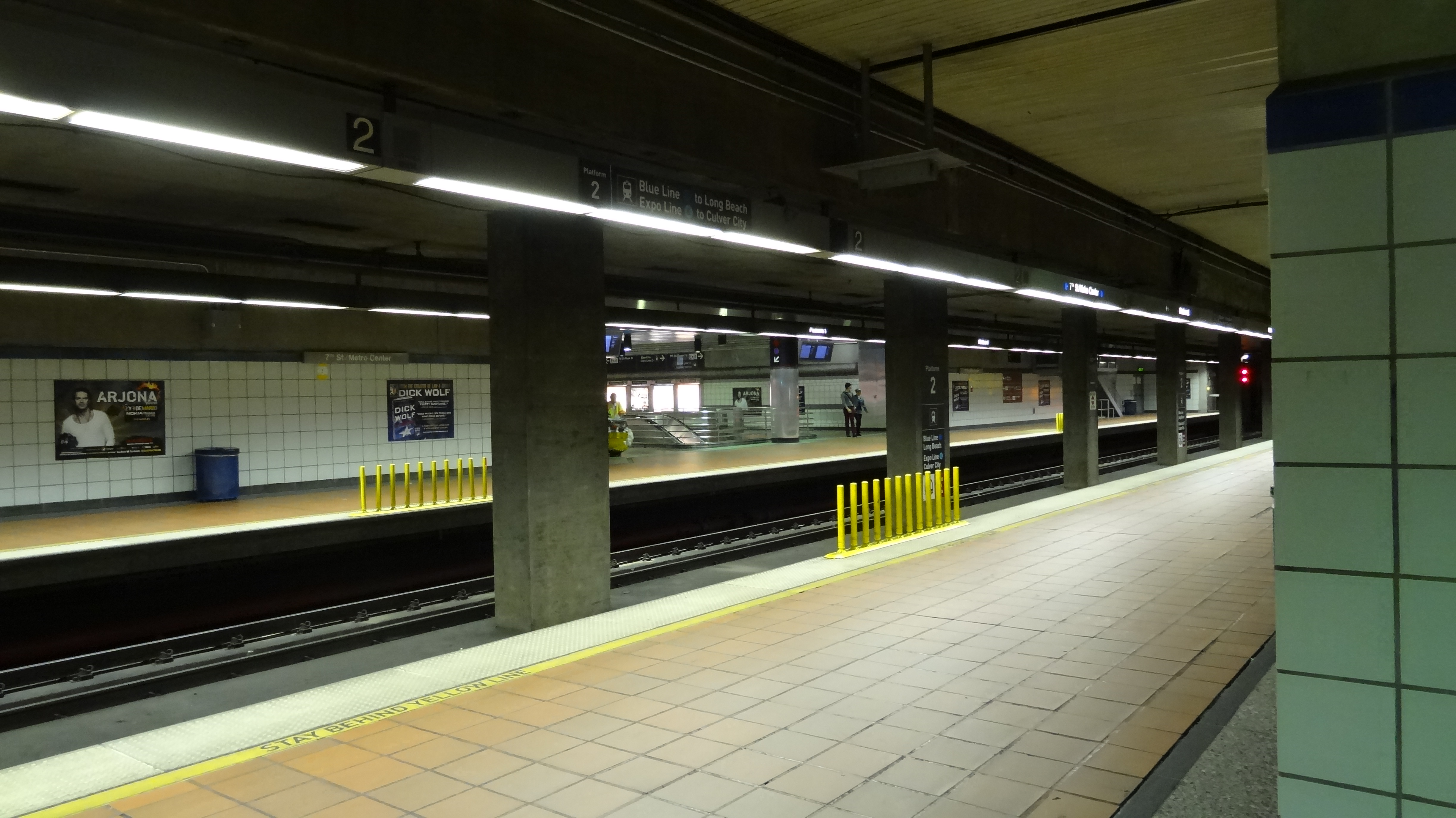
Підземна станція ЛРТ «7th Street»
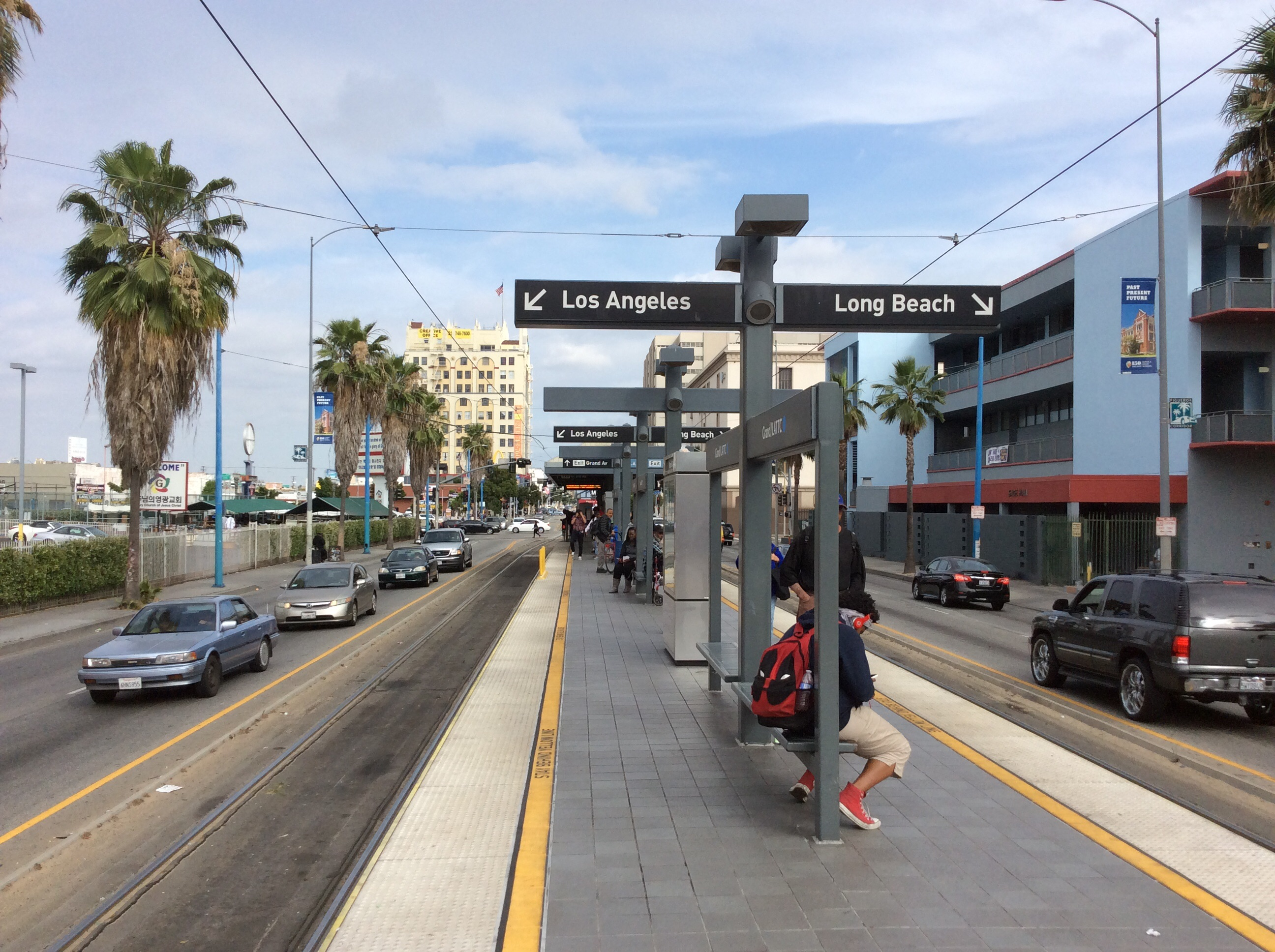
Платформа станції ЛРТ «Grand-LATTC», Блакитна лінія
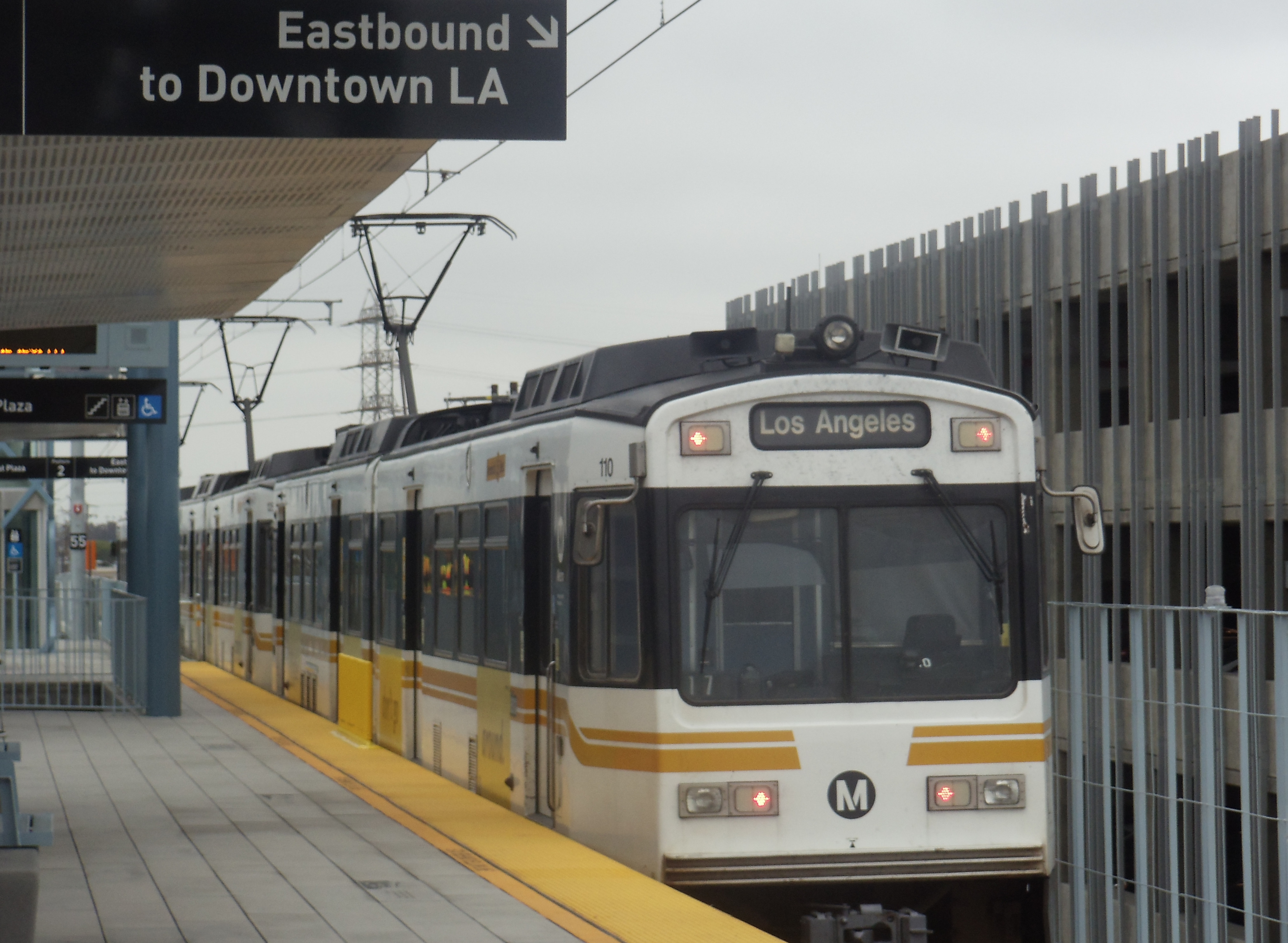
Потяг на станції ЛРТ «La Cienega & Jefferson», Лінія Експо
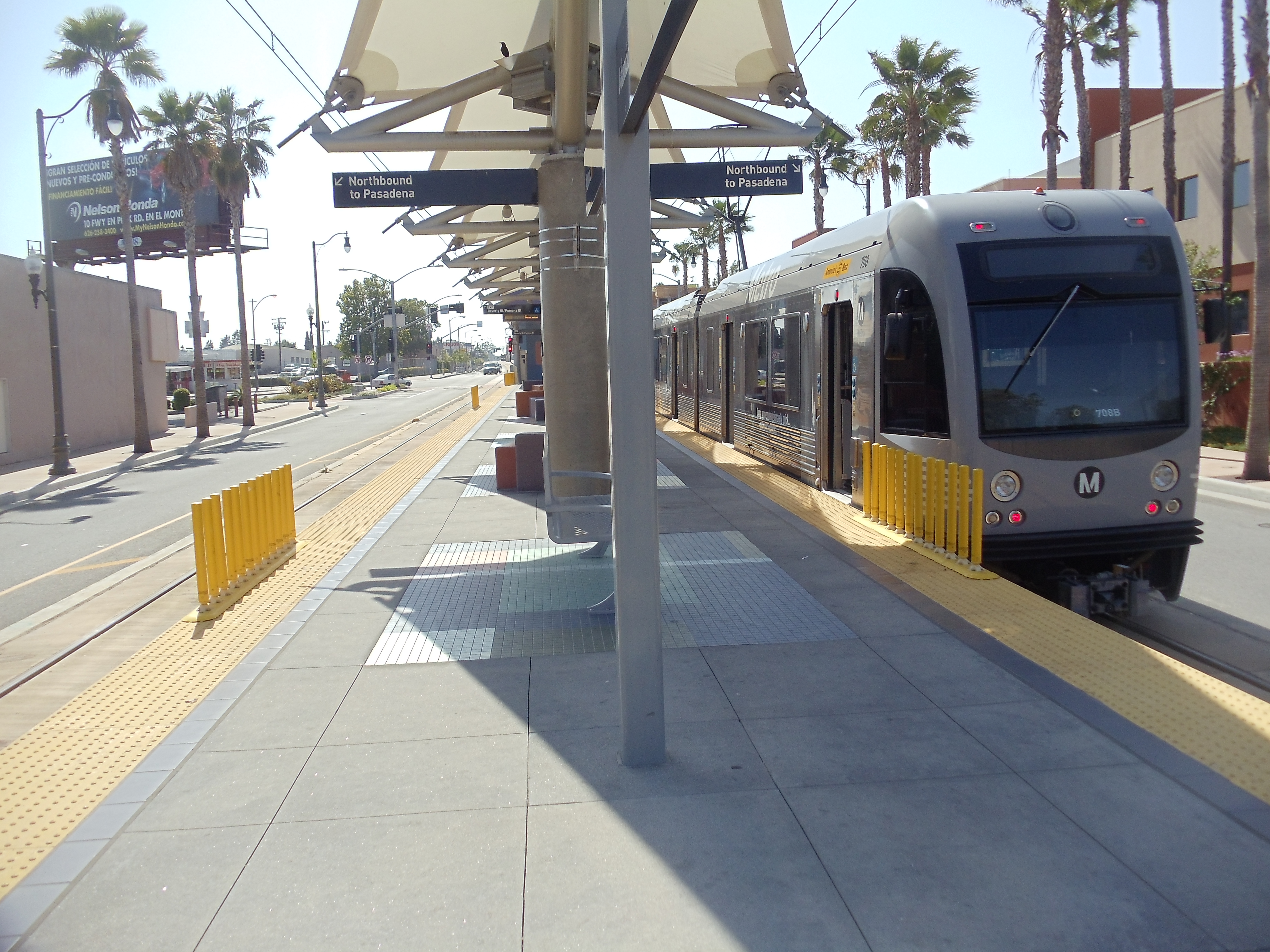
Потяг на станції ЛРТ «Atlantic», Золота лінія
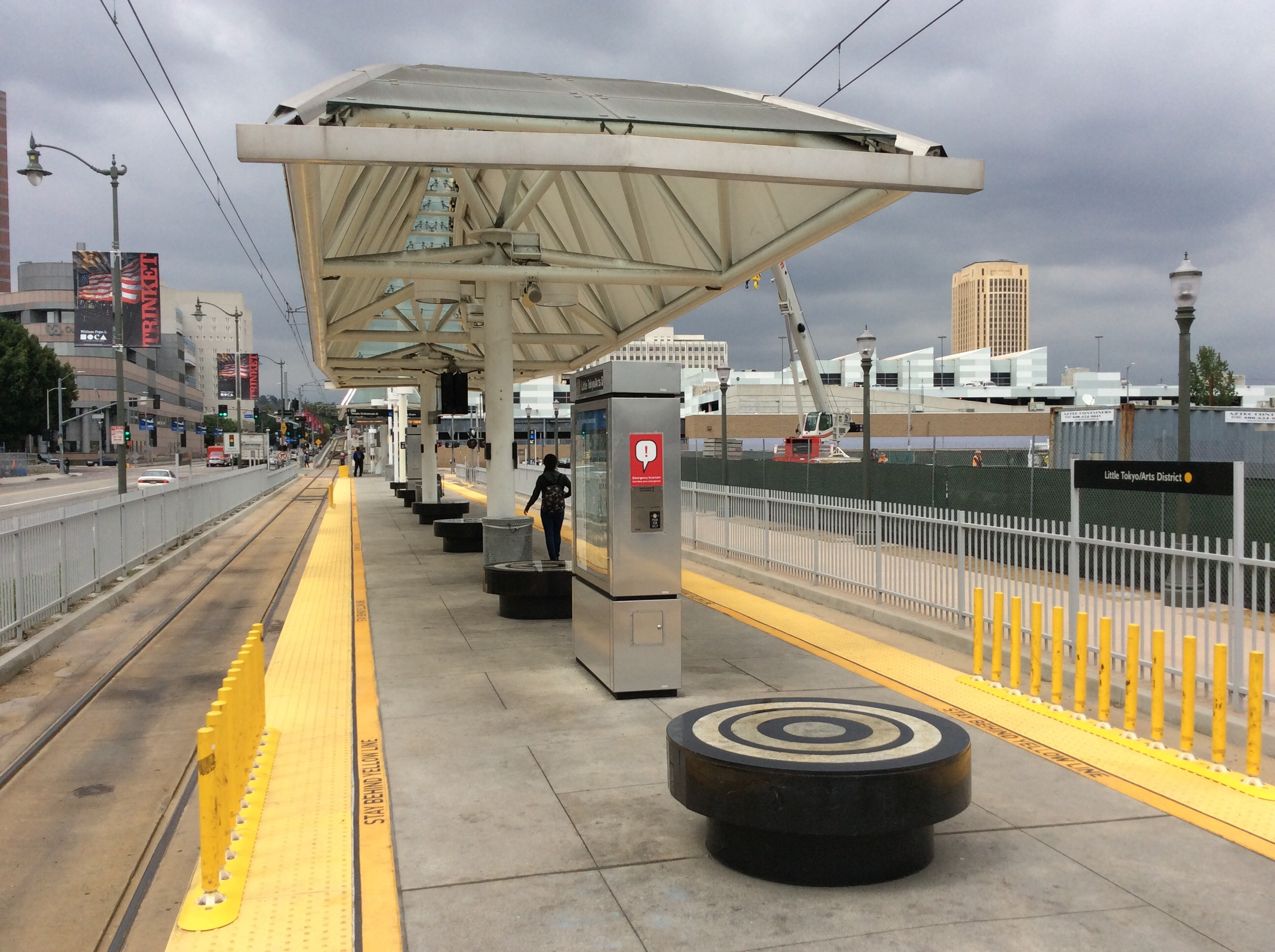
Платформа станції ЛРТ «Little Tokyo-Arts District»